# Exocentrus pellitus
Exocentrus pellitus là một loài bọ cánh cứng trong họ Cerambycidae.